# Prémios Screen Actors Guild 2018
Os Prémios Screen Actors Guild 2018 (no original em inglês 24th Screen Actors Guild Awards) foi o 24.º evento promovido pelo sindicato americano de actores Screen Actors Guild onde foram premiados os melhores actores e actrizes e também elencos em cinema e televisão de 2017.
A cerimónia de entrega dos prémios foi realizada em 21 de Janeiro de 2018 e transmitida em directo pelas cadeias de televisão TNT e TBS. Os nomeados nas diversas categorias foram anunciados a 13 de Dezembro de 2017.

## PrémioScreen Actors Guild Life Achievement
- Morgan Freeman

## Vencedores e nomeados

### Cinema
| Melhor Actor principal Gary Oldman – Darkest Hour como Winston Churchill - Timothée Chalamet – Call Me by Your Name como Elio Perlman - James Franco – The Disaster Artist como Tommy Wiseau - Daniel Kaluuya – Get Out como Chris Washington - Denzel Washington – Roman J. Israel, Esq. como Roman J. Israel | Melhor Actriz principal Frances McDormand – Three Billboards Outside Ebbing, Missouri como Mildred Hayes - Judi Dench – Victoria & Abdul como Rainha Victoria - Sally Hawkins – The Shape of Water como Elisa Esposito - Margot Robbie – I, Tonya como Tonya Harding - Saoirse Ronan – Lady Bird como Christine "Lady Bird" McPherson |
| Melhor Actor secundário Sam Rockwell – Three Billboards Outside Ebbing, Missouri como Jason Dixon - Steve Carell – Battle of the Sexes como Bobby Riggs - Willem Dafoe – The Florida Project como Bobby - Woody Harrelson – Three Billboards Outside Ebbing, Missouri como Xerife William "Bill" Willoughby - Richard Jenkins – The Shape of Water como Giles | Melhor Actriz secundária Allison Janney – I, Tonya como LaVona Golden - Mary J. Blige – Mudbound como Florence Jackson - Hong Chau – Downsizing como Ngoc Lan Tran - Holly Hunter – The Big Sick como Beth Gardner - Laurie Metcalf – Lady Bird como Marion McPherson                                                                 |
| Melhor Elenco Three Billboards Outside Ebbing, Missouri – Abbie Cornish, Peter Dinklage, Woody Harrelson, John Hawkes, Lucas Hedges, Željko Ivanek, Caleb Landry Jones, Frances McDormand, Clarke Peters, Sam Rockwell e Samara Weaving - The Big Sick – Adeel Akhtar, Holly Hunter, Zoe Kazan, Anupam Kher, Kumail Nanjiani, Ray Romano e Zenobia Shroff - Get Out – Caleb Landry Jones, Daniel Kaluuya, Catherine Keener, Stephen Root, Lakeith Stanfield, Bradley Whitford e Allison Williams - Lady Bird – Timothée Chalamet, Beanie Feldstein, Lucas Hedges, Tracy Letts, Stephen McKinley Henderson, Laurie Metcalf, Jordan Rodrigues, Saoirse Ronan, Odeya Rush, Marielle Scott e Lois Smith - Mudbound – Jonathan Banks, Mary J. Blige, Jason Clarke, Garrett Hedlund, Jason Mitchell, Rob Morgan e Carey Mulligan | |
| Melhor Elenco de Duplos Wonder Woman - Baby Driver - Dunkirk - Logan - War for the Planet of the Apes | |

### Televisão
| Melhor Actor em mini-série ou filme para televisão Alexander Skarsgård – Big Little Lies como Perry Wright - Benedict Cumberbatch – Sherlock: The Lying Detective como Sherlock Holmes - Jeff Daniels – Godless como Frank Griffin - Robert De Niro – The Wizard of Lies como Bernard Madoff - Geoffrey Rush – Genius como Albert Einstein | Melhor Actriz em mini-série ou filme para televisão Nicole Kidman – Big Little Lies como Celeste Wright - Laura Dern – Big Little Lies como Renata Klein - Jessica Lange – Feud: Bette and Joan como Joan Crawford - Susan Sarandon – Feud: Bette and Joan como Bette Davis - Reese Witherspoon – Big Little Lies como Madeline Mackenzie |
| Melhor Actor em série dramática Sterling K. Brown – This Is Us como Randall Pearson - Jason Bateman – Ozark como Martin "Marty" Byrde - Peter Dinklage – Game of Thrones como Tyrion Lannister - David Harbour – Stranger Things como Jim Hopper - Bob Odenkirk – Better Call Saul como Jimmy McGill/Saul Goodman | Melhor Actriz em série dramática Claire Foy – The Crown como Rainha Elizabeth II - Millie Bobby Brown – Stranger Things como Eleven - Laura Linney – Ozark como Wendy Byrde - Elisabeth Moss – The Handmaid's Tale como June Osborne/Offred - Robin Wright – House of Cards como Claire Underwood                                         |
| Melhor Actor em série de comédia William H. Macy – Shameless como Frank Gallagher - Anthony Anderson – Black-ish como Andre "Dre" Johnson - Aziz Ansari – Master of None como Dev Shah - Larry David – Curb Your Enthusiasm como ele mesmo - Sean Hayes – Will & Grace como Jack McFarland - Marc Maron – GLOW como Sam Sylvia | Melhor Actriz em série de comédia Julia Louis-Dreyfus – Veep como Selina Meyer - Uzo Aduba – Orange Is the New Black como Suzanne "Crazy Eyes" Warren - Alison Brie – GLOW como Ruth "Zoya the Destroya" Wilder - Jane Fonda – Grace and Frankie como Grace Hanson - Lily Tomlin – Grace and Frankie como Frankie Bergstein               |
| Melhor Elenco em série dramática This Is Us – Eris Baker, Alexandra Breckenridge, Sterling K. Brown, Lonnie Chavis, Justin Hartley, Faithe Herman, Ron Cephas Jones, Chrissy Metz, Mandy Moore, Chris Sullivan, Milo Ventimiglia, Susan Kelechi Watson e Hannah Zeile - The Crown – Claire Foy, Victoria Hamilton, Vanessa Kirby, Anton Lesser e Matt Smith - Game of Thrones – Alfie Allen, Jacob Anderson, Pilou Asbæk, Hafþór Júlíus Björnsson, John Bradley-West, Jim Broadbent, Gwendoline Christie, Emilia Clarke, Nikolaj Coster-Waldau, Liam Cunningham, Peter Dinklage, Richard Dormer, Nathalie Emmanuel, James Faulkner, Jerome Flynn, Aidan Gillen, Iain Glen, Kit Harington, Lena Headey, Isaac Hempstead Wright, Conleth Hill, Kristofer Hivju, Tom Hopper, Anton Lesser, Rory McCann, Staz Nair, Richard Rycroft, Sophie Turner, Rupert Vansittart e Maisie Williams - The Handmaid's Tale – Madeline Brewer, Amanda Brugel, Ann Dowd, O. T. Fagbenle, Joseph Fiennes, Tattiawna Jones, Max Minghella, Elisabeth Moss, Yvonne Strahovski e Samira Wiley - Stranger Things – Sean Astin, Millie Bobby Brown, Cara Buono, Joe Chrest, Catherine Curtin, Natalia Dyer, David Harbour, Charlie Heaton, Joe Keery, Gaten Matarazzo, Caleb McLaughlin, Dacre Montgomery, Paul Reiser, Winona Ryder, Noah Schnapp, Sadie Sink e Finn Wolfhard | |
| Melhor Elenco em série de comédia Veep – Dan Bakkedahl, Anna Chlumsky, Gary Cole, Margaret Colin, Kevin Dunn, Clea Duvall, Nelson Franklin, Tony Hale, Julia Louis-Dreyfus, Sam Richardson, Paul Scheer, Reid Scott, Timothy Simons, Sarah Sutherland e Matt Walsh - Black-ish – Anthony Anderson, Miles Brown, Deon Cole, Laurence Fishburne, Jenifer Lewis, Peter Mackenzie, Marsai Martin, Jeff Meacham, Tracee Ellis Ross, Marcus Scribner e Yara Shahidi - Curb Your Enthusiasm – Ted Danson, Larry David, Susie Essman, Jeff Garlin, Cheryl Hines e J. B. Smoove - GLOW – Britt Baron, Alison Brie, Kimmy Gatewood, Betty Gilpin, Rebekka Johnson, Chris Lowell, Sunita Mani, Marc Maron, Kate Nash, Sydelle Noel, Marianna Palka, Gayle Rankin, Bashir Salahuddin, Rich Sommer, Kia Stevens, Jackie Tohn, Ellen Wong e Britney Young - Orange Is the New Black – Uzo Aduba, Emily Althaus, Danielle Brooks, Rosal Colon, Jackie Cruz, Francesca Curran, Daniella De Jesus, Lea DeLaria, Nick Dillenburg, Asia Kate Dillon, Beth Dover, Kimiko Glenn, Annie Golden, Laura Gómez, Diane Guerrero, Evan Arthur Hall, Michael J. Harney, Brad William Henke, Mike Houston, Vicky Jeudy, Kelly Karbacz, Julie Lake, Selenis Leyva, Natasha Lyonne, Taryn Manning, Adrienne C. Moore, Miriam Morales, Kate Mulgrew, Emma Myles, John Palladino, Matt Peters, Jessica Pimentel, Dascha Polanco, Laura Prepon, Jolene Purdy, Elizabeth Rodriguez, Nick Sandow, Abigail Savage, Taylor Schilling, Constance Shulman, Dale Soules, Yael Stone, Emily Tarver, Michael Torpey e Lin Tucci | |
| Melhor Elenco de Duplos Game of Thrones - GLOW - Homeland - Stranger Things - The Walking Dead | |